# E951 (trasa europejska)
E951 – trasa europejska łącznikowa (kategorii B), biegnąca przez Grecję. Długość trasy wynosi 180 km. 
Przebieg przez miasta: Janina - Anatoli - Amfilokia - Agrinio - Etoliko - Missolungi